# The Wanted (альбом)
The Wanted — дебютный студийный альбом англо-ирландского бойз-бенда The Wanted, выпущенный 22 октября 2010 года на лейбле Geffen Records.

## Синглы
Первый сингл «All Time Low» был выпущен 25 июля 2010 года. Он дебютировал под #1 в британском чарте UK Singles Chart. В Ирландии трек достиг #13, после четырёх недель пребывания в чарте. На международном уровне, «All Time Low» был выпущен 22 октября 2010 года в Германии, достигнув #44, и 1 июля 2011 года в США, достигнув #19 в чарте Billboard Hot Club Dance Songs Chart. Видеоклип на песню имеет более 22 млн. просмотров на YouTube.
Второй сингл «Heart Vacancy» был выпущен 17 октября 2010 года. Он достиг #2 в британском чарте UK Singles Chart. Трек стал вторым синглом группы, который попал в Топ-20 Ирландии, достигнув #18. Видеоклип имеет более 10 млн. просмотров на YouTube. «Heart Vacancy» единственный сингл, который не был выпущен на международном уровне.
Третий сингл «Lose My Mind» был выпущен 26 декабря 2010 года. Он достиг #19 в британском чарте UK Singles Chart, но в Ирландии треку удалось добраться только до #30. Низкие позиции в чартах, возможно были вызваны поздней датой релиза сингла в этой стране — 13 января 2011 года. 4 марта 2011 года сингл также был выпущен в Германии, где достиг #36, и 11 июня 2012 года в США, став четвёртым синглом, вышедшим в этой стране. Видеоклип набрал более 6 млн. просмотров на YouTube.

## Список композиций
| №   | Название                     | Автор(ы)                                                                                     | Продюсер(ы)              | Длительность |
| --- | ---------------------------- | -------------------------------------------------------------------------------------------- | ------------------------ | ------------ |
| 1.  | «All Time Low»               | Steve Mac, Wayne Hector, Ed Drewett                                                          | Mac                      | 3:25         |
| 2.  | «Heart Vacancy»              | Mich Hansen, Jonas Jeberg, Lucas Secon, Hector                                               | Jeberg, Cutfather        | 3:44         |
| 3.  | «Lose My Mind»               | Nina Woodford, Rami Yacoub, Carl Falk                                                        | Rami, Falk, The Wideboys | 3:50         |
| 4.  | «Replace Your Heart»         | Cathy Dennis, Greg Kurstin, Kasia Livingston                                                 | Kurstin                  | 4:07         |
| 5.  | «Hi & Low»                   | Greg Laswell                                                                                 | Phat Fabe                | 3:41         |
| 6.  | «Let's Get Ugly»             | Ennio Morricone, Guy Chambers, Mc. Stagger                                                   | Chambers, Richard Flack  | 3:31         |
| 7.  | «Say It on the Radio»        | George, Sykes, Kaneswaran, Parker, McGuiness, Daniel James, Leah Haywood                     | Dreamlab                 | 3:18         |
| 8.  | «Golden»                     | George, Sykes, Kaneswaran, Parker, McGuiness, Jamie Hartman                                  | Hartman                  | 2:56         |
| 9.  | «Weakness»                   | George, Sykes, Kaneswaran, Parker, McGuiness, Woodford, Harry Sommerdahl, Fabian Torsson     | Phat Fabe, Sommerdahl    | 3:56         |
| 10. | «Personal Soldier»           | Chambers, Steph Jones                                                                        | Chambers, Flack          | 3:48         |
| 11. | «Behind Bars»                | George, Sykes, Kaneswaran, Parker, McGuiness, Chris Young                                    | Young                    | 3:01         |
| 12. | «Made»                       | Chambers, Taio Cruz                                                                          | Chambers, Flack          | 3:22         |
| 13. | «A Good Day for Love to Die» | George, Sykes, Kaneswaran, Parker, McGuiness, Mich Hansen, Sharon Vaughn, Marcus John Bryant | Jeberg, Cutfather        | 3:32         |

| №   | Название                                | Автор(ы)                      | Продюсер(ы)       | Длительность |
| --- | --------------------------------------- | ----------------------------- | ----------------- | ------------ |
| 14. | «The Way I Feel»                        | Chambers, Flack               | Chambers, Flack   | 3:26         |
| 15. | «All Time Low» (Digital Dog Club Remix) | Mac, Hector, Drewett          | Mac               | 6:04         |
| 16. | «Heart Vacancy» (DJs from Mars Remix)   | Hansen, Jeberg, Secon, Hector | Jeberg, Cutfather | 6:15         |

## Чарты и сертификации

### Чарты
| Чарт (2010)              | Высшая позиция |
| ------------------------ | -------------- |
| European Top 100 Albums  | 15             |
| Irish Albums Chart       | 11             |
| Scottish Albums Chart    | 4              |
| UK Albums Chart          | 4              |
| Чарт (2012)              | Высшая позиция |
| New Zealand Albums Chart | 40             |
| Чарт (2013)              | Высшая позиция |
| Japanese Albums Chart    | 28             |

## История релиза
| Страна         | Дата            | Формат                   | Лейбл          |
| -------------- | --------------- | ------------------------ | -------------- |
| Ирландия       | 22 октября 2010 | CD, цифровая дистрибуция | Geffen Records |
| Великобритания | 25 октября 2010 | CD, цифровая дистрибуция | Geffen Records |
| Германия       | 11 марта 2011   | CD, цифровая дистрибуция | Geffen Records |